# Lesemuseum

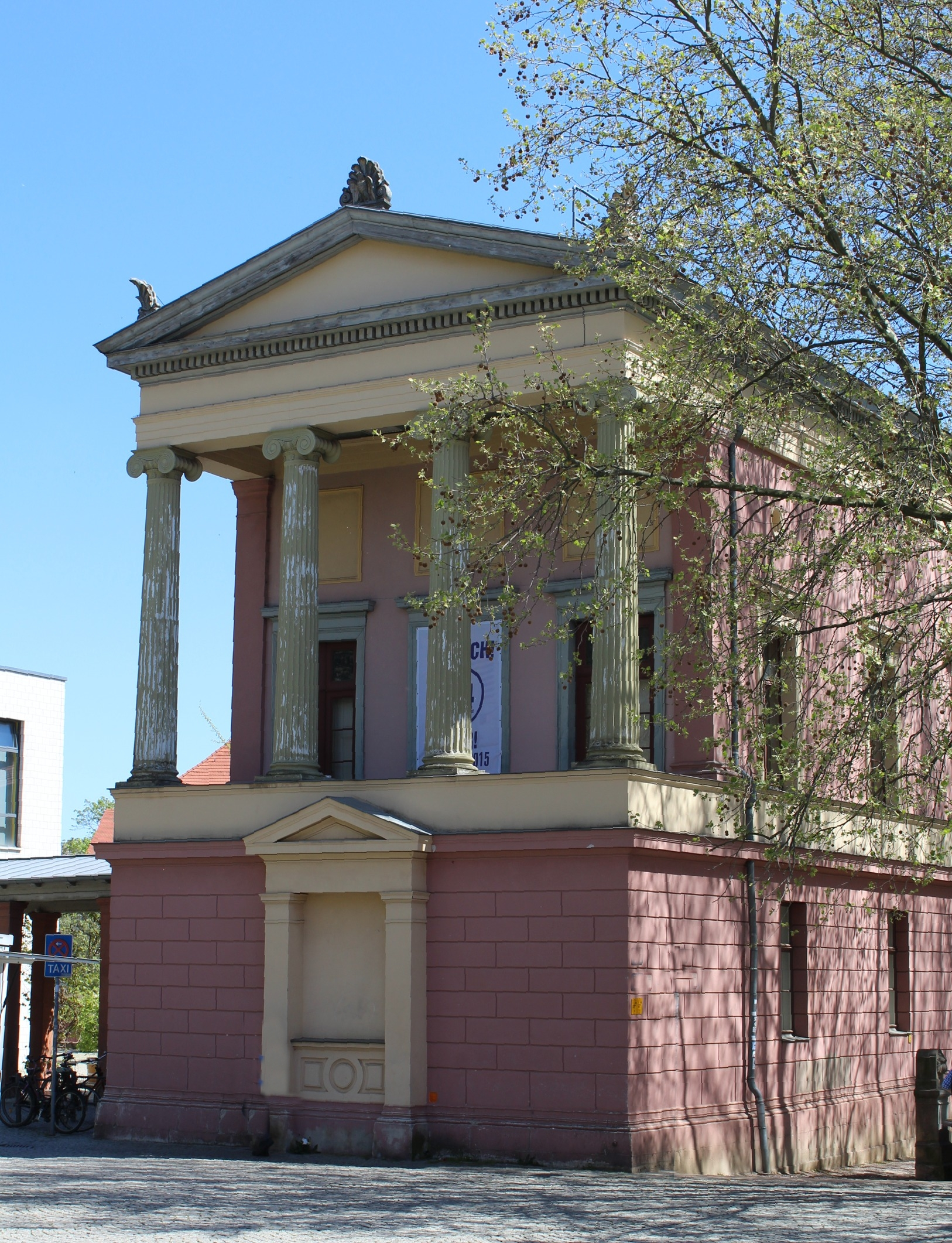
Lesemuseum in Weimar

Das Lesemuseum in Weimar ist ein 1859/60 errichtetes klassizistisches Gebäude am Goetheplatz 12 und war zunächst ein Vereinshaus. 
Es ist über einen Säulengang mit dem zeitgleich errichteten Haus der Erholung und dem älteren Kasseturm verbunden.
Der zweigeschossige Lesetempel war Vereinshaus der Weimarer Lesegesellschaft, die 1831 von Großherzogin Maria Pawlowna gegründet wurde.  Sie stiftete und finanzierte auch das Gebäude. Seit 1831 war der Hofadvokat Karl Georg Hase, der es wenige Jahre später zum Oberbürgermeister von Weimar brachte, im Vorstand.
Gestaltet ist der Bau als antiker Podiumstempel mit viersäuligem Prostylos. Dem Sockelgeschoss steht eine Art Naïskos vor. Das Erdgeschoss fällt durch seine Inkrustration auf. An der Südfront des Gebäudes befindet sich der Brunnen am Lesemuseum.
Das Lesemuseum wurde wie das Nachbargebäude vom Architekten Carl Heinrich Ferdinand Streichhan entworfen und errichtet, allerdings nicht, wie oft in der Literatur zu lesen, nach dem Vorbild oder als Nachbildung des Tempels der Athena Nike auf der Athener Akropolis. Eine Anregung mag indes von dem antiken Tempel aufgenommen worden sein. 
Das Gebäude ist seit 1922 im städtischen Besitz. Seit 1932 hat es allerdings nicht mehr seine ursprüngliche Funktion, sondern diente als Reisebüro und als Sitz des Bauordnungsamtes. 
2006 wurde das Gebäude dem Lokalsender Radio Lotte übergeben, der es bis 2009 mit dem Architekten und Radiomacher Dirk Böttcher zur Nutzung als Funkhaus um- und ausbaute.
Das Lesemuseum steht auf der Liste der Kulturdenkmale in Weimar.